# Jonny Lindé
Jonny Mikael Lindé, född 29 mars 1958, är en svensk sångare som deltog i den svenska Melodifestivalen 1994 med melodin Jag stannar hos dig. Den slogs dock ut före slutomröstningen. Lindé har även varit sångare i dansband som Max Rogers och Salut.